# Andi Djemma
Andi Djemma (15 janvier 1901 - 23 février 1965) est un Héros national d'Indonésie.